# Ramdevra
Ramdeora (Runecha) est un village situé à 12 km environ au nord de Pokhran dans le district de Jaisalmer en Inde.

## Population
Le village compte 5 909 habitants parmi lesquels on dénombre 3 128 hommes pour 2 781 femmes.

## Religions
Le village doit son nom à Baba Ramdeo, un tamwar  qui vécut au XVe siècle. Il parvint à l'état de Samādhi, à l'âge de vingt-trois ans, seulement. Il serait alors devenu une réincarnation de krishna et considéré comme le dieu des intouchables.
De ce fait, le village est un important lieu de pèlerinage commun aux trois religions, bouddhisme, jaïnisme, sikhisme de l'Inde ancienne, mais aussi aux musulmans. Dans le saint des saints, d'où les étrangers et les infidèles sont bannis, sous l'effigie du saint, son tombeau est de style typiquement mongol.

## Monuments
La croyance populaire attribue à Baba Ramdevji lui-même la construction de la citerne dénommée Ramsar.

Un grand puits à degrés, le Parcha Baori est aussi situé aux environs.

## Fêtes et célébrations populaires
Un important pèlerinage coïncide avec une  grande foire de Ramdevera a lieu du 2 août au 11 septembre. S'y pressent un grand nombre de fidèles, qui viennent de loin, sans distinction de caste ou de religion. Ils rendent hommage au saint en psalmodiant, toute la nuit durant, des bhajan alternant avec des kirtans.